# Алонсо де Охеда
Алонсо де Охеда (ісп. Alonso de Ojeda; Торрехонсільйо-дель-Рей, 1466— Санто-Домінго 1515) — іспанський мореплавець та конкістадор. Очолював експедиції, які відкрили узбережжя Гвіани, Венесуели, острова Кюросао, Аруба, озеро Маракайбо та півострів Гуахіра. Заснував першу іспанську фортецю у Південній Америці.

## Біографія
Алонсо народився у містечку Торрехонсільйо-дель-Рей в провінції Куенка, походив із старовинного шляхетського роду, в ранній юності служив пажем герцога Медіна-Челі.
Після того, як у 1493 році стало відомо про відкриття Колумба, Охеда вирушив з ним у нову експедицію. В Новому світі Охеда відкрив на Еспаньйолі (Гаїті) поблизу Сібао родовище золота. Він швидко кар'єрно просувався. Назабаром командував загоном з 400 вояків та фортом Святого Фоми на Еспаньйолі. На цих посадах проявив себе хороброю, розумною людиною.

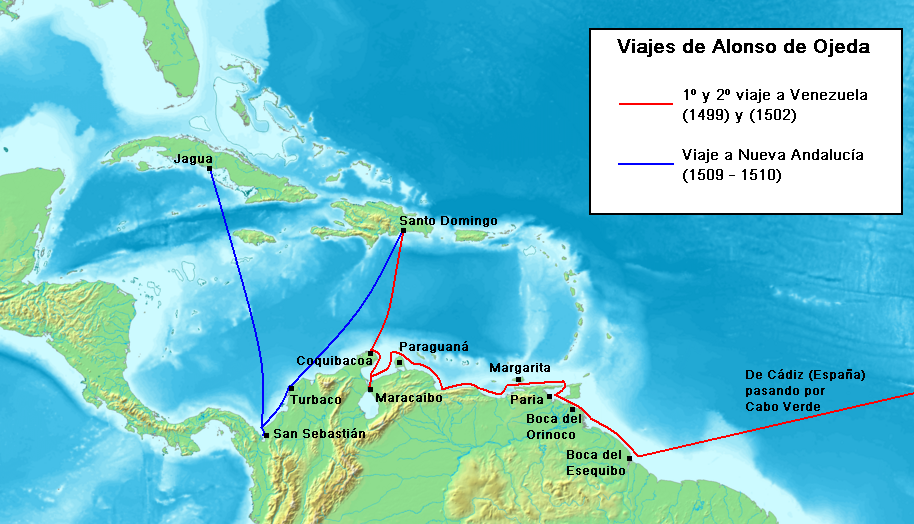
Експедиції Алонсо де Охеда

У 1496 році Охеда повернувся до Іспанії. Після того, в результаті свої третьої подорожі Христофор Колумб потрапив у немилість, католицькі королі вирішили організовувати іспанські експедиції в Новий Світ без участі Колумба.
18 травня 1499 року Алонсо Охеда з командою з 57 моряків, серед яких був і Амеріго Веспуччі вийшли з Кадісу. Коли вони досягли бухти Оянок, Охеда та Веспуччі розділилися. Охеда пішов на північ досліджувати узбережжя Гвіани та Венесуели, дійшов до гирла річки Оріноко та вийшов у Карибське море. Тут він намагався збирати перли, але все було зібрано попередниками. Амеріго Веспуччі повів свої кораблі на південь в спробі знайти прохід до Китаю та Індії. Він відкрив гирло Амазонки, перетнув екватор та спустився на південь далі за 9° південної широти (там, де грецький географ Птолемей розміщував мис Каттегар), після чого, не виявивши ознак протоки повернув назад.
Біля мису Кодер Охеда зустрівся з Веспуччі, після чого вони відкрили острови Кюросао, Аруба, Венесуельську затоку, озеро Маракайбо та півострів Гуахіра. Звідти вони повернулися до Європи.
Незабаром Охеда домігся для себе звання намісника Венесуели та організував нові експедиції. У 1502 році до затоки Маракайбо, в 1509 — північної приморської частини сучасної Колумбії (Нової Андалусії), під час якої він добрався до гирла річки Атрато, де у 1510 році заклав першу іспанську фортецю у Південній Америці — Сан-Сабастьян.
Алонсо де Охеда вніс значний внесок у географічні відкриття, розвідав південноамериканське узбережжя від гирла Амазонки до Центральної Америки завдовжки більш ніж 3 тисячі кілометрів.